# Hongjiazui (sockenhuvudort i Kina, Jiangxi Sheng, lat 28,70, long 116,66)
Hongjiazui är en sockenhuvudort i Kina. Den ligger i provinsen Jiangxi, i den sydöstra delen av landet, omkring 76 kilometer öster om provinshuvudstaden Nanchang. Antalet invånare är 76 433. Befolkningen består av 36 978 kvinnor och 39 455 män. Barn under 15 år utgör 24,0 %, vuxna 15-64 år 68 %, och äldre över 65 år 7,0 %.
Runt Hongjiazui är det tätbefolkat, med 442 invånare per kvadratkilometer. Närmaste större samhälle är Yugan, 2,6 km öster om Hongjiazui. Trakten runt Hongjiazui består till största delen av jordbruksmark.
Genomsnittlig årsnederbörd är 2 308 millimeter. Den regnigaste månaden är juni, med i genomsnitt 395 mm nederbörd, och den torraste är oktober, med 33 mm nederbörd.